# روائع القصص (كتاب)
روائع القصص كتاب يضم مجموعة قصص قصيرة من تأليف الكاتب السويسري كارل سبيتلر الحائز على جائزة نوبل في الأدب، نُشر الكتاب في أواخر القرن التاسع عشر. تُرجم إلى اللغة العربية عن طريق المترجم محمد جديد. صدرت الطبعة الأولى من الترجمة العربية عن دار المدى للثقافة والنشر عام 2000، وتضم سبع قصص قصيرة من النص الأصلي الألماني، تتناول القصص موضوعات تتعلق بالحياة الريفية في سويسرا وفنلندا والصراعات الاجتماعية وبعض التأملات النفسية، وتُعد جزءًا من الأدب الأوروبي في نهاية القرن التاسع عشر.

## القصة الأولى: "إكزافر تسجيلجن"

### ملخص القصة
تحكي القصة عن رجل بسيط من سويسرا يُدعى إكزافر، يعيش حياة متواضعة كخادم وبحّار في منطقة تحيط بها الطبيعة والجبال. يلتقي في رحلاته بامرأة تُدعى سبرانزا، من خلفية اجتماعية مختلفة، ويتزوجها رغم اعتراض المجتمع المحافظ حوله.
تتعرّض سبرانزا وزوجها للتمييز الاجتماعي بسبب أصولها المختلفة، ويواجه كزافر صعوبات كبيرة في محاولة حماية عائلته من ضغوط المجتمع والسلطات المحلية التي ترفض هذا الزواج الغريب عن التقاليد.
تتفاقم الأحداث حتى تصل إلى مأساة عندما تُقتل سبرانزا في حادث عنيف خلال احتفالات الكرنفال، فيترك هذا الفقد أثرًا عميقًا على كزافر الذي يتحول إلى شخص متمرد يرفض الخضوع للضغوط الدينية والاجتماعية.
تعيش ابنتهما، التي تحمل نفس اسم والدتها، تجربة صعبة لكنها تبقى رمزًا للأمل والبراءة، حيث تنجو من كارثة محلية رغم كل المحن، مما يجعل والدها يتمسك بها بقوة ويُصر على حمايتها بأي ثمن.
تنتهي القصة بنظرة ناقدة للمجتمع الذي يرفض التغيير ويُقمع الأفراد الذين يحاولون تجاوز القواعد الصارمة، مع إبراز التوتر بين الحرية الفردية والسلطة المجتمعية، والصراع بين الحب والتمييز، مما يجعل قصة كزافر تسجيلجن قصة إنسانية عميقة تعبّر عن الكثير من القيم والتحديات في المجتمعات التقليدية.

### الشخصيات الرئيسية
- إكزافر تسجيلجن: بطل القصة، رجل بسيط من سويسرا يعمل كخادم وبحّار. يتميز بالتمرد على الأعراف الاجتماعية، ويحب زوجته بشدة رغم التحديات.
- سبرانزا: زوجة كزافر، من خلفية اجتماعية مختلفة عن مجتمعه. تواجه معاناة من التمييز الاجتماعي، وتنتهي حياتها بمأساة خلال الكرنفال.
- ابنة كزافر وسبرانزا: رمز البراءة والأمل في القصة. تنجو من حادثة محلية مأسوية، مما يمنح والدها سببًا قويًا للتمسك بها.

### الشخصيات الثانوية
- أهل القرية: يمثلون المجتمع المحافظ الذي يرفض زواج كزافر من امرأة من خلفية مختلفة، ويشكلون ضغطًا اجتماعيًا عليه.
- السلطات المحلية والكنيسة: يرمزون إلى المؤسسات التي تفرض التقاليد والقوانين الصارمة، ويقف كزافر في مواجهة معها بسبب تمرده ورفضه الخضوع لها.

## القصة الثانية: "مقدم التحية"

### ملخص القصة
تدور القصة حول رجل بسيط يُدعى فريدلي يعيش في قرية جبلية سويسرية. يتميز فريدلي بسلوكه الغريب في تقديم التحية العسكرية المتكررة لكل من يقابله، سواء كان معروفًا له أم لا. يظهر هذا التصرف بشكل مبالغ فيه، مما يلفت انتباه سكان القرية الذين يبدأون في التساؤل عن سبب هذه التحية المستمرة.
مع مرور الوقت، يتضح أن تحية فريدلي ليست مجرد تعبير عن الاحترام أو التقاليد العسكرية فقط، بل هي تعبير عن صراعاته الداخلية ورغبته في إيجاد هوية ذات معنى وسط الحياة البسيطة والمليئة بالتحديات التي يعيشها. التحية تمثل له وسيلة للتواصل مع الآخرين وللتأكيد على انضباطه وقيمه الشخصية.
القصة تستعرض كيف يتعامل المجتمع مع سلوك فريدلي الغريب، حيث يُنظر إليه أحيانًا على أنه غريب الأطوار، وأحيانًا كشخص يحاول الحفاظ على مبادئه وسط تغيرات المجتمع. في النهاية، تعكس القصة موضوعات الاحترام، والتمسك بالتقاليد، والصراع الداخلي للفرد بين الذات والمجتمع.

### الشخصيات
- فريدلي بطل القصة رجل بسيط يظهر احترامًا عميقا للتقاليد العسكرية من خلال تحياته المستمرة.
- سكان البلدة مجموعة من الأشخاص الذين يلاحظون سلوك فريدلي الغريب ويتساءلون عن دوافعه.

## القصة الثالثة: "فريدلي المشاكس".

### ملخص القصة
تدور القصة حول شاب يُدعى فريدلي، يعمل خادمًا في مزرعة سويسرية. يتميز فريدلي بسلوك غير تقليدي ومتمرد، حيث لا يرضخ بسهولة للأوامر التي تُفرض عليه. يتعامل مع العمل والسلطة برغبة في التعبير عن نفسه والتمسك بحريته الشخصية، مما يثير استغراب واستياء من حوله.
تُظهر القصة صراع الفرد ضد الضغوط الاجتماعية والقواعد الصارمة في المجتمع الريفي، حيث يُجسد فريدلي الرغبة في التحرر من القيود والتقاليد التي تقيد حرية التعبير. من خلال شخصيته، يُبرز الكاتب التمرد الداخلي والرغبة في إيجاد هوية مستقلة رغم المعوقات

### الشخصيات
- فريدلي: بطل القصة، خادم في مزرعة سويسرية، يتميز بسلوك متمرد وغير تقليدي، يسعى للتعبير عن نفسه والتمسك بحريته رغم الضغوط.
- سيد المزرعة: رب العمل الذي يُصدر الأوامر لفريدلي، ويُظهر استياءه من تمرده وسلوكه المختلف.

- زملاء فريدلي في العمل: أشخاص يعملون معه، يبدون ردود فعل متنوعة تجاه سلوك فريدلي، من الاستغراب إلى الاستياء.

## القصة الرابعة: "غابت المدينة".

### ملخص القصة
تقع أحداث القصة في منطقة نائية في شمال فنلندا، حيث تستعد عائلة بسيطة لإرسال اثنين من أبنائها في رحلة طويلة عبر النهر، على طوف محمّل بالبضائع. تضم الحمولة جلودًا وأسلحة وأطعمة مجففة، هدفها الوصول إلى ستوكهولم من أجل التجارة، بموجب عقد رسمي أبرمته الأسرة مع أحد التجار.
يصل موظف رسمي إلى مكان انطلاق الطوف، ويتلو العقد بلغتين، في إشارة إلى وجود سلطتين لغويتين وثقافتين، الفنلندية والسويدية. يوقّع الأبناء على الوثيقة وسط أجواء جدية وهادئة، ثم تبدأ الاستعدادات للرحيل.
في لحظة وداع صامتة ومؤثرة، تقف العائلة على ضفة النهر، الأم تحتضن أطفالها، والأب يلوّح، بينما الأبناء يبتعدون بالطوف ببطء. المشهد يتسم بالكثافة الشعورية، حيث لا يُقال الكثير، لكن الإيماءات ونظرات الوداع تنقل عمق اللحظة.
مع تلاشي الطوف في الأفق، يبقى أفراد العائلة واقفين بصمت، يراقبون الفراغ الذي خلّفه الرحيل. ينتهي السرد دون حدث مأساوي أو نهاية مغلقة، بل يترك إحساسًا عميقًا بالغياب والفقد. يحمل عنوان القصة، "غابت المدينة"، الذي يعني "غياب" أو "لا وجود"، دلالة رمزية على هذا الغياب الصامت، ويعبّر عن لحظة الفقد.

### الشخصيات
1. الأب: رب الأسرة، يتولى تنظيم الرحلة التجارية عبر النهر، ويتعامل مع العقد الرسمي. يظهر بشخصية رزينة، مسؤولة، ويشارك في وداع أبنائه دون انفعال ظاهري، مما يعكس ثقل التجربة.
2. الأم: تمثل الحنان والبعد العاطفي في القصة، تعانق أبناءها قبل الرحيل، وتظل واقفة بصمت حتى يغيب الطوف، ما يعكس الألم الداخلي لفقدان الأبناء ولو مؤقتًا.
3. الابنان المسافران: الشابان اللذان يغادران بالطوف محمّلين بالبضائع إلى ستوكهولم. لا يُذكر اسماهما، لكن دورهما محوري في بناء اللحظة الدرامية للقصة.
4. الابنة الصغيرة: تظهر لفترة قصيرة خلال مشهد الوداع، حيث تعانقها الأم، مما يضيف بُعدًا عاطفيًا إلى جو العائلة ويوضح أنها ستبقى مع الوالدين.
5. الموظف الرسمي: شخص غريب عن العائلة، حضر خصيصًا لتلاوة العقد والإشراف على توقيعه. يمثل السلطة القانونية والبيروقراطية، ويتحدث بلغتين، مما يعكس تعدد الانتماءات اللغوية والثقافية في السياق الفنلندي-السويدي.

## القصة الخامسة: "قصف أوبو".

### ملخص القصة
تدور القصة حول قصف مدينة أوبو الفنلندية خلال حرب القرم في منتصف القرن التاسع عشر. تتعرض المدينة لهجوم مدفعي عنيف من قبل الأسطول البريطاني، مما يسبب دمارًا واسع النطاق وذعرًا بين سكانها.
يركز السرد على حياة الحاكم الروسي للمدينة، الجنرال بارابان بارابانوفيتش ستيبينيكين، وزوجته، والطباخ الخاص بهما، وخطيبته الفنلندية. تعكس القصة التوتر بين الحياة اليومية الاعتيادية لهؤلاء الأشخاص والواقع العنيف للحرب التي تحيط بهم.
تسرد القصة بأسلوب ساخر كيف أن الشخصيات تتعامل مع المأساة والدمار، مع التركيز على التناقض بين رغباتهم الشخصية وواقع الحصار والقصف. تظهر القصة كيف تؤثر الحرب بشكل غير مباشر على الأفراد العاديين، وكيف تحاول الحياة أن تستمر رغم الخراب.
في النهاية، تبرز القصة مشاعر الاضطراب والقلق التي تعم المدينة، لكنها أيضًا تسلط الضوء على مرونة الإنسان وقدرته على التكيف مع أصعب الظروف، من خلال لحظات من الفكاهة والتعاطف التي تخفف من وطأة الحرب.

### الشخصيات
- الجنرال بارابان بارابانوفيتش ستيبينيكين الحاكم الروسي لمدينة أوبو، شخصية ذات تناقضات بين الجدية واللامبالاة تجاه الأحداث المحيطة به.
- زوجة الجنرال تهتم كثيرًا بتفاصيل الحياة اليومية، وتعكس تباينًا مع الواقع القاسي للحرب.
- الطباخ شخصية تمثل الفرد العادي الذي يتأثر بشكل مباشر بالأحداث الكبرى، ويُظهر كيف تستمر الحياة رغم الظروف.
- الخطيبة الفنلندية تعكس التوترات الثقافية بين الروس والفنلنديين خلال فترة الحرب، وتشكل جزءًا من الصراعات العاطفية في القصة.

## القصة السادسة: "الملازم كونراد".

### ملخص القصة
تدور القصة حول كونراد، شاب يعمل كملازم في الجيش، يعيش صراعًا داخليًا بين واجباته العسكرية ورغباته الشخصية. يعاني من توتر نفسي بسبب العلاقة المعقدة مع والده السلطوي، مما يزيد من شعوره بالاغتراب وعدم الانتماء.
تتعمق القصة في تفاصيل هذا الصراع النفسي والاجتماعي، حيث يحاول كونراد التوازن بين الالتزام بواجباته المهنية ورغبته في الاستقلال الشخصي، في ظل ضغوط الحياة العسكرية وتحديات الأسرة.
تُظهر القصة كيف تؤثر هذه التوترات على حياة كونراد الشخصية والعائلية، وتعكس الصراعات الداخلية التي يواجهها الفرد في مراحل نموه وتشكيل هويته.

### الشخصيات
- كونراد الشاب الملازم بطل القصة، يعيش صراعًا داخليًا بين واجباته العسكرية ورغباته الشخصية، ويواجه توترًا نفسيًا بسبب علاقته المعقدة مع والده.
- والد كونراد شخصية سلطوية تمثل الضغط العائلي والتوقعات الاجتماعية، وتلعب دورًا مهمًا في تعقيد الصراع النفسي الذي يعيشه كونراد.

## القصة السابعة: "إيماغو أو الصورة المبجلة".

### ملخص القصة
تدور القصة حول شاعر شاب يُدعى فيكتور، يعود إلى مدينته بعد غياب طويل ليجد أن المرأة التي كان يحبها، ثيودا، قد تزوجت وأنجبت طفلًا. يشعر فيكتور بخيبة أمل كبيرة، لكنه يُصر على استعادة علاقته بها، معتقدًا أن حبه لها هو الحقيقة الثابتة في حياته.
مع تطور القصة، يكتشف فيكتور أن صورته عن ثيودا ليست ثابتة، بل تتغير في ذهنه بين صورة مثالية كمال "إيماغو" وبين واقع "بسيودا" الذي يعكس التناقضات والاختلافات. هذا الصراع بين الصورة المثالية والواقع يسبب له توترًا نفسيًا عميقًا ويؤثر على طريقة فهمه لنفسه وللعلاقات من حوله.
تركز القصة على موضوعات الهوية، والتغير، والصراع الداخلي بين المثالية والواقع، وتُبرز كيف يمكن للصور المثالية التي نحملها عن الآخرين أن تضللنا وتسبب معاناة داخلية.

### الشخصيات
- فيكتور الشاعر الشاب وبطل القصة، الذي يعاني من صراع داخلي بين مثاليته وصورة الواقع حول حبه القديم ثيودا. يمثل الصراع النفسي بين الخيال والواقع.
- ثيودا المرأة التي يحبها فيكتور، لكنها شخصية متغيرة في ذهنه، تتقلب بين صورتين: الصورة المثالية "إيماغو" والصورة الواقعية "بسيودا". تمثل التناقض بين ما يتمنى الفرد وما هو موجود فعليًا.
- إيماغو الصورة المثالية التي يحملها فيكتور عن ثيودا، تجسد الكمال والجمال في ذهنه، وهي ليست شخصًا حقيقيًا بل تصور مثالي.
- بسيودا الجانب الواقعي أو الجانب الآخر من شخصية ثيودا في ذهن فيكتور، تمثل الحقيقة المختلطة بالتناقضات التي يصعب تقبلها.